# Такая работа
«Такая работа» — российский детективный телесериал.

## Сюжет
Сериал повествует о буднях молодых оперативников убойного отдела ГУВД ― Филиппова, Лернера, Ильинского и старшего лейтенанта Стрельниковой. Они расследуют громкие преступления. За год работы они становятся опытными профессионалами своего дела и избавляются от прежних романтичных представлений о своей работе.

## В ролях
- Дмитрий Паламарчук ― Дмитрий Филиппов (Фил)
- Ирина Шеянова ― Евгения Стрельникова
- Максим Меркулов ― Антон Лернер (Тоха)
- Алексей Митин ― Михаил Ильинский (Михей)
- Александр Саюталин ― Станислав Володин
- Оксана Базилевич ― Валентина Калитникова
- Александр Большаков ― Пётр Волынский
- Игорь Головин ― Геннадий Шибанов
- Сергей Кудрявцев ― Фёдор Лосев
- Вероника Норина ― Татьяна Птица
- Глафира Козулина ― Александра Бойко
- Сергей Колос ― Константин Князев
- Елена Яковлева ― Наталья Стрельникова
- Мария Шукшина ― Яна Ковалёва
- Евгений Сидихин ― Роман Филин / Игорь Филин
- Андрей Ильин ― Виктор Подольский
- Анна Горшкова ― Ольга Александрова

## Производство
Съёмки проходили в течение года по 12—14 часов ежедневно. Практически все трюки, драки, пробежки и падения исполнители ролей молодых оперативников выполняли самостоятельно.

## Показ
Оригинальный сериал собственного производства Пятого канала стал драйвером роста доли телеэфира канала, занявшему по итогу 2015 года пятое место среди российских телеканалов: находчивые и обаятельные молодые оперативники пришлись по душе зрителям, а особенно зрительницам: сериал собрал долю, на 25% превышающую  среднюю долю канала по женской телеаудитории в возрасте 25-59 лет, и хотя уступал только что стартовавшему сериалу «Последний мент», но значительно подвинул старые лицензионные сериалы канала «След» и «Детективы».
В 2016 году сериал стал транслироваться казахстанским телеканалом «Хабар» и по словам замдиректора канала, сериал набирал популярность.